# Выгонощанское болото
Выгоноща́нское болото — болото низинного (94 %) и смешанного типа, в Ляховичском, Ивацевичском и Ганцевичском районах Беларуси.
Сток осуществляется по Огинскому и другим каналам в Выгоновское озеро.

## Описание болота
Площадь болота составляет 34,9 тысяч гектар. Глубина торфа — до 4,7 метра, средняя 2,1 метра, степень разложения 26 % (смешанный тип) и 36 % (низинный), зольность соответственно 4,7 % и 8,5 %. Под торфом в некоторых местах залегает мергель, сапропель мощностью до 1,6 метра.

## Флора
На территории Ляховичского района в 1964—1969 открытой оросительной сетью осушен массив 4400 га. На осушённых землях выращивают многолетние травы, зерновые и пропашные культуры. На неосушённых землях — лес из берёзы, ольхи и ивы, изредка сосна и осоки. На территории Ивацевичского района болото не осушено. Преобладают осоки, мох сфагнум, ива. На площади 1300 га лес из берёзы и сосны.